# Mercenary (альбом)
Mercenary (рус. Наёмник) — шестой студийный альбом британской дэт-метал группы Bolt Thrower. Это первый альбом группы на новом лейбле Metal Blade, после ухода с их старого лейбла Earache Records. Он был записан на Chapel Studios, в период с декабря 1997 года до января 1998 года, и издан в 1998 году. Продюсером стал вместо Колина Ричардсона Эван Давис. Также сопродюсерами остались участники группы.
В отличие от предыдущего альбома ...For Victory, который содержал элементы хардкор-панка, но в целом был по звучанию близок к традиционному дэту, Mercenary стал возвращением группы к неторопливому и тяжёлому звучанию альбома The IVth Crusade, правда, без явных элементов дум-метала. Альбом является очень медленным, монотонным и мрачным по звучанию, наиболее мрачным альбомом группы.
В записи участвовал новый барабанщик группы, Алекс Томас, который временно заменил покинувшего группу Мартина Кинза, который покинул её из-за болезни и разочарования в её музыкальном направлении.

## Список композиций
Слова и музыка всех песен — написаны группой Bolt Thrower.
| №                   | Название             | Длительность |
| ------------------- | -------------------- | ------------ |
| 1.                  | «Zeroed»             | 5:46         |
| 2.                  | «Laid to Waste»      | 4:40         |
| 3.                  | «Return from Chaos»  | 5:04         |
| 4.                  | «Mercenary»          | 5:54         |
| 5.                  | «To the Last ...»    | 5:24         |
| 6.                  | «Powder Burns»       | 4:46         |
| 7.                  | «Behind Enemy Lines» | 5:18         |
| 8.                  | «No Guts, No Glory»  | 4:07         |
| 9.                  | «Sixth Chapter»      | 5:40         |
| 10.                 | «Infiltrator»        | 4:47         |
| Общая длительность: | Общая длительность:  | 46:40        |

Последняя, десятая композиция является бонусной в digipack-издании, выпущенном для Японии. Однако в нём она является 25-той, а композиции с 10 по 24 являются звуками молчания.

## Участники
- Карл Уиллетс — вокал
- Гэвин Уорден — гитара
- Барри Томпсон — ритм — и бас-гитара
- Алекс Томас — барабаны
- Джо Бенч — бас-гитара

## Дополнительные мероприятия
- Bolt Thrower — аранжировка
- Bolt Thrower и Эван Давис — продюсирование
- Питер Арчер — обложка альбома
- Ян Меингаус — Мотив глаза
- Паул МакХайф — Хаос Черепа